# Cupido (satèl·lit)
Cupido, també conegut com a Urà XXVII (designació provisional S/2003 U 2), és un satèl·lit interior d'Urà. Va ser descobert per Mark Showalter i Jack J. Lissauer el 2003 utilitzant el Telescopi espacial Hubble. Va ser anomenat en honor d'un personatge de l'obra de teatre de William Shakespeare Timó d'Atenes.
És el més petit dels tres satèl·lits interiors d'Urà i s'estima que només fa 18 km de diàmetre. Això i la seva fosca superfície el van fer massa tènue per ser detectat per les càmeres del Voyager 2 durant el seu sobrevol d'Urà el 1986.
L'òrbita de Cupido només difereix 863 km de la del major satèl·lit Belinda. A diferència de Mab i Perdita, satèl·lits d'Urà també descoberts el 2003, no sembla que estigui pertorbat.
No s'ha de confondre amb l'asteroide (763) Cupido.